# Dario Tomić
Dario Tomić (Tuzla, 23. lipnja 1987.), hrvatski nogometaš, podrijetlom iz BiH. Igrao je na poziciji lijevog obrambenog. Igrao je od 2006. do 2019. godine. U karijeri je igrao za Slobodu iz Tuzle, Bratstvo iz Gračanice (svi BiH), pa u Hrvatskoj za Novalju, Pomorac iz Kostrene, Goricu, Međimurje iz Čakovca, Hrvatskog dragovoljca, pulsku Istru, nakon čega u Latviji za prvoligaša Liepaju, pa za crnogorskog prvoligaša Mladost iz Podgorice, zatim za slovensko Krško i karijeru je završio u njemačkom niželigašu Oberweikertshofenu. Osvojio je s Hrvatskim dragovoljcem 1. mjesto u 2. HNL, te osvojio nacionalne kupove s Liepajom i Mladosti po jednom.